# Зигель, Фёдор Фёдорович
Фёдор Фёдорович Зигель (1845—1921) — русский филолог-славист, историк славянского права, член Чешской академии наук.

## Биография
Под руководством В. И Ламанского изучал историю славянских литератур и языков; окончив в 1867 году юридический факультет Санкт-Петербургского университета, защитил магистерскую диссертацию: «Законник Стефана Душана» (вып. 1. — СПб., 1872).
Занимал в Варшавском университете кафедру истории славянских законодательств. В начале XX века — директор Высших женских курсов при Варшавском университете.
В сентябре — октябре 1915 в связи с начавшейся войной был в числе профессоров Варшавского университета, переехавших в Ростов-на-Дону.

## Работы
- «Очерк чешского процесса в верховном земском суде» («Юридический вестник». — 1880. — № 7);
- «Исторический очерк местного земского самоуправления в Чехии и Польше» («Сборник статей по славяноведению», изд. по случаю 25-летия учёной деятельности проф. Ламанского. — СПб., 1883);
- «Общественное значение деятельности св. Кирилла и Мефодия» («Мефодиевский юбилейный сборник». — Варшава, 1885);
- «История права» («Юридический вестник». — 1884. — № 8 и 10; 1886. — № 4-6);
- «Об учёной деятельности Р. М. Губе» («Журнал Министерства народного просвещения». — 1891. — № 7).
- Коллегии и университеты в Америке // ЖМНП. 1894. № 296. С. 498-534.
- "Россия" В. Р. Мофилля // ЖМНП. 1895. № 302. С. 659-666.

## Источник
- Зигель, Федор Федорович // Энциклопедический словарь Брокгауза и Ефрона : в 86 т. (82 т. и 4 доп.). — СПб., 1890—1907.